# Ankara Spor Salonu
El Ankara Spor Salonu, también conocido como Ankara Arena es un recinto deportivo cubierto situado en la ciudad turca de Ankara.
Fue inaugurado en abril de 2010 y se construyó con la finalidad inicial de albergar parte de los encuentros del Campeonato del Mundo de baloncesto disputado en Turquía en 2010.
Posee capacidad para albergar a 10 400 espectadores y a partir de la temporada 2010/11 se convirtió en el escenario donde disputan sus encuentros como local el Turk Telekom, el TED Kolejliler y el Hacettepe, sustituyendo en esa labor al Ankara Atatürk Sport Hall que contaba con una capacidad mucho más reducida (4500 asientos)